# Карак
 Тази статия е за града в Йордания.  За кораба вижте карака.  
Карак (на арабски: الكرك‎) е град в Йордания, административен център на губернаторство Карак. Разположен е на търговски път на 140 км южно от Аман. Някога е бил част от Йерусалимското кралство. Градът се е развил около крепостта от времето на кръстоносците, извисяваща се на около 1000 метра над морското равнище, от която се вижда Мъртво море. Населението му е 32 216 жители (2015 г.).